# بن طاقين (أمجز)
بن طاقین (بالفارسية: بن طاقین) هي قرية تقع في إيران في قسم أمجز الريفي. يقدر عدد سكانها بـ 0 نسمة بحسب إحصاء 2016.